# Pardomima zanclophora
Pardomima zanclophora là một loài bướm đêm trong họ Crambidae.